# Arquitectura (1918-1936)
Arquitectura fue una revista de arquitectura editada en Madrid entre 1918 y 1936.

## Historia
Se fundó en 1918, editada por la Sociedad Central de Arquitectos. Fue dirigida primero por Gustavo Fernández Balbuena y, posteriormente, por Teodoro Anasagasti y Antonio Botella.
De contenido variado, no estuvo vinculada a una determinada corriente arquitectónica. Contó con colaboraciones de autores como Leopoldo Torres Balbás, Vicente Lampérez, Walter Gropius, Le Corbusier, Theo van Doesburg, Amós Salvador Carreras, José Yárnoz Larrosa, Enrique Colás, Secundino Zuazo, Bernardo Giner de los Ríos, Fernando García Mercadal, Pedro Muguruza, Rafael Bergamín o José Moreno Villa, entre otros. En 1932 pasó a ser editada por el Colegio Oficial de Arquitectos de Madrid. Cesaría su publicación a mediados de 1936, a raíz del inicio de la guerra civil.
En 1959 reaparecería la cabecera Arquitectura, al sustituir a la Revista Nacional de Arquitectura, fundada tras la contienda, en 1940.